# Árni Páll Árnason
Árni Páll Árnason (ur. 23 maja 1966 w Reykjavíku) – islandzki polityk i prawnik, deputowany, przewodniczący Sojuszu w latach 2013–2016, minister spraw społecznych i bezpieczeństwa socjalnego od 2009 do 2010, minister gospodarki w latach 2010–2011.

## Życiorys
W 1991 ukończył prawo na Uniwersytecie Islandzkim, w 1992 został absolwentem studiów podyplomowym z zakresu prawa europejskiego w Kolegium Europejskim w Brugii. Był urzędnikiem w resorcie spraw zagranicznych, pełniąc m.in. różne funkcje w islandzkim przedstawicielstwie przy NATO. Od końca lat 90. praktykował jako radca prawny i konsultant. W latach 1999–2009 zasiadał w komitecie doradczym przy premierze Islandii. W latach 2004–2009 wykładał prawo europejskie na Uniwersytecie w Reykjavíku.
Członek Związku Ludowego, następnie Sojuszu. W latach 2013–2016 pełnił funkcję przewodniczącego tego ugrupowania. W latach 2007–2016 sprawował mandat posła do Althingu. Był ministrem spraw społecznych i bezpieczeństwa socjalnego (od maja 2009 do września 2010) oraz ministrem gospodarki (od września 2010 do grudnia 2011).
Po odejściu z parlamentu pracował w Radzie Nordyckiej. W 2018 został zastępcą dyrektora instytucji zarządzającej systemem funduszy norweskich i funduszy EOG.
Jest żonaty, ma troje dzieci.